# Le Plessis-Grohan
Le Plessis-Grohan és un municipi francès situat al departament de l'Eure i a la regió de Normandia. L'any 2007 tenia 738 habitants.

## Demografia

### Població
El 2007 la població de fet de Le Plessis-Grohan era de 738 persones. Hi havia 270 famílies de les quals 44 eren unipersonals (28 homes vivint sols i 16 dones vivint soles), 99 parelles sense fills, 111 parelles amb fills i 16 famílies monoparentals amb fills.
La població ha evolucionat segons el següent gràfic:
Habitants censats

### Habitatges
El 2007 hi havia 297 habitatges, 277 eren l'habitatge principal de la família, 11 eren segones residències i 10 estaven desocupats. Tots els 297 habitatges eren cases. Dels 277 habitatges principals, 266 estaven ocupats pels seus propietaris i 11 estaven llogats i ocupats pels llogaters; 1 tenia una cambra, 6 en tenien dues, 36 en tenien tres, 85 en tenien quatre i 149 en tenien cinc o més. 11 habitatges disposaven pel capbaix d'una plaça de pàrquing. A 97 habitatges hi havia un automòbil i a 159 n'hi havia dos o més.

### Piràmide de població
La piràmide de població per edats i sexe el 2009 era:
| Homes | Edats   | Dones |
| ----- | ------- | ----- |
| 0     | 95 o +  | 0     |
| 0     | 90 a 94 | 0     |
| 4     | 85 a 89 | 4     |
| 4     | 80 a 84 | 8     |
| 8     | 75 a 79 | 8     |
| 20    | 70 a 74 | 24    |
| 8     | 65 a 69 | 8     |
| 16    | 60 a 64 | 16    |
| 32    | 55 a 59 | 16    |
| 36    | 50 a 54 | 48    |
| 28    | 45 a 49 | 32    |
| 24    | 40 a 44 | 24    |
| 20    | 35 a 39 | 20    |
| 28    | 30 a 34 | 24    |
| 16    | 25 a 29 | 12    |
| 16    | 20 a 24 | 12    |
| 16    | 15 a 19 | 36    |
| 16    | 10 a 14 | 12    |
| 20    | 5 a 9   | 32    |
| 4     | 0 a 4   | 20    |

## Economia
El 2007 la població en edat de treballar era de 501 persones, 374 eren actives i 127 eren inactives. De les 374 persones actives 354 estaven ocupades (176 homes i 178 dones) i 20 estaven aturades (12 homes i 8 dones). De les 127 persones inactives 43 estaven jubilades, 64 estaven estudiant i 20 estaven classificades com a «altres inactius».

### Ingressos
El 2009 a Le Plessis-Grohan hi havia 285 unitats fiscals que integraven 738 persones, la mediana anual d'ingressos fiscals per persona era de 21.938 €.

### Activitats econòmiques
Dels 27 establiments que hi havia el 2007, 5 eren d'empreses de construcció, 5 d'empreses de comerç i reparació d'automòbils, 1 d'una empresa de transport, 3 d'empreses d'informació i comunicació, 1 d'una empresa financera, 7 d'empreses de serveis, 2 d'entitats de l'administració pública i 3 d'empreses classificades com a «altres activitats de serveis».
Dels 3 establiments de servei als particulars que hi havia el 2009, 1 era un guixaire pintor i 2 electricistes.
L'any 2000 a Le Plessis-Grohan hi havia 10 explotacions agrícoles.

## Equipaments sanitaris i escolars
El 2009 hi havia una escola elemental integrada dins d'un grup escolar amb les comunes properes formant una escola dispersa.

## Poblacions més properes
El següent diagrama mostra les poblacions més properes.